# Fryderyk za album roku pop
Fryderyk za album roku pop – polska nagroda muzyczna Fryderyk, przyznawana corocznie w latach 1996–2012 i ponownie od 2015 w sekcji muzyki rozrywkowej w kategorii album roku pop. Honoruje wykonawców, a w latach 2015–2019 dodatkowo producentów muzycznych, za album popowy. Fryderyki są przyznawane od 1995 przez Związek Producentów Audio-Video (ZPAV) za osiągnięcia w rodzimym przemyśle muzycznym. Od 2000 za wyłanianie nominowanych, a następnie laureatów odpowiedzialna jest powołana przez ZPAV Akademia Fonograficzna.
Kategoria została wprowadzona podczas drugiej edycji, Fryderyków 1995 (rok wcześniej albumy popowe były nagradzane wspólnie z rockowymi w ramach kategorii najlepszy album rock / pop). W edycjach 2013 i 2014 nie istniała ze względu na wprowadzenie międzygatunkowej kategorii album roku, jednak w edycji 2015 powróciła. Od edycji 2025 regulamin precyzuje, że obejmuje podgatunki: pop tradycyjny, electropop, dance, folk-pop, pop-rock i piosenka poetycka.
W edycji 2019 została utworzona dodatkowa kategoria na pograniczu popu i muzyki alternatywnej, album roku pop alternatywny.
Najwięcej nominacji w kategorii (po 6) otrzymały Anita Lipnicka, Anna Maria Jopek i Kayah. Najwięcej nagród (3) zdobyła Ania Dąbrowska. Po 2 nagrody wygrali Anita Lipnicka, Bartosz Dziedzic, Kayah, Natalia Przybysz i sanah.

## Laureaci i nominowani
| Rok  | Nagrodzony album                 | Nagrodzeni artyści                                          | Pozostałe nominacje | Źr.    |
| ---- | -------------------------------- | ----------------------------------------------------------- | --- | ------ |
| 1995 | Elf                              | Varius Manx                                                 | - Dotyk – Edyta Górniak - Kamień – Kayah - Koncert inaczej – Kasia Kowalska - Solo – Robert Gawliński | [ 6 ]  |

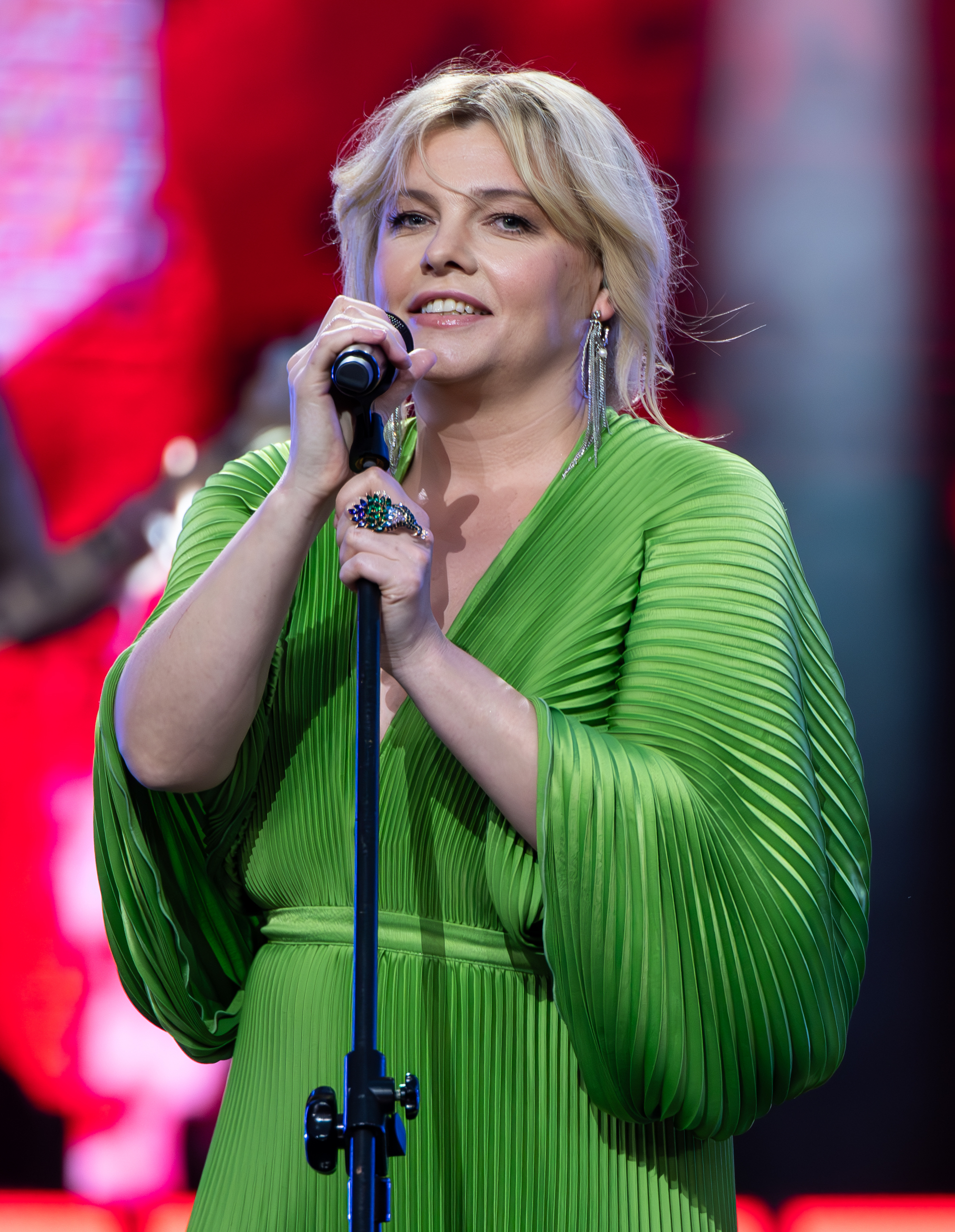
Ania Dąbrowska, rekordowa trzykrotna laureatka (w 2004, 2006 i 2017), pięciokrotnie nominowana (jako solistka i producentka)

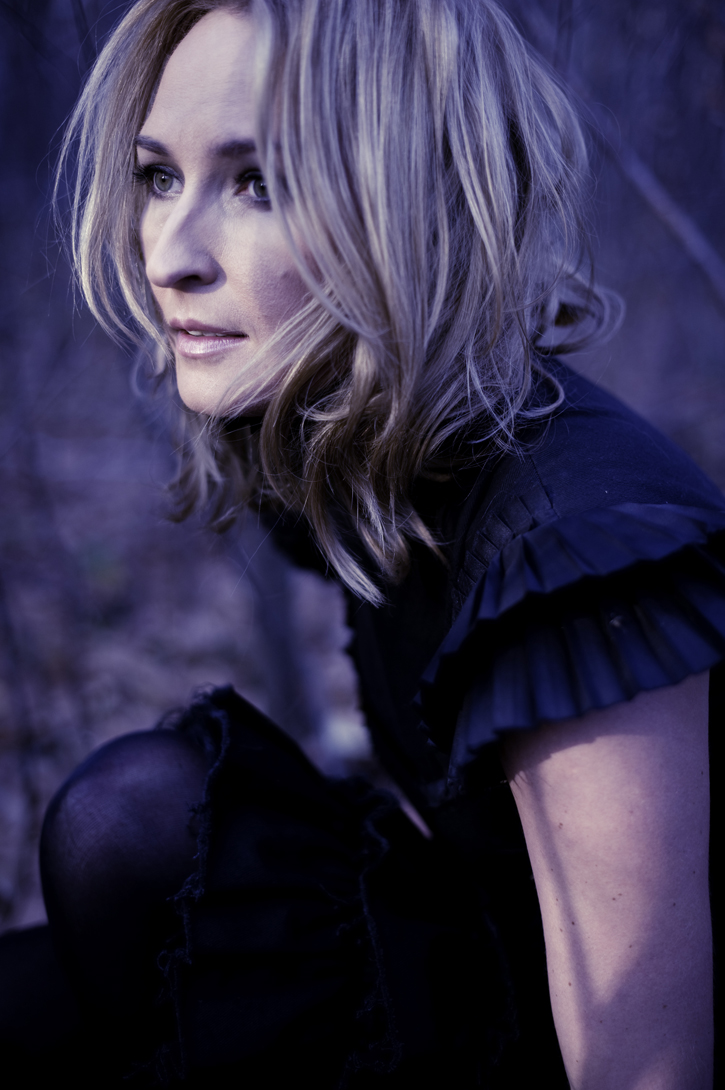
Anita Lipnicka, dwukrotna laureatka (z Varius Manx w 1995 i jako solistka w 2003), sześciokrotnie nominowana (jako solistka, z Varius Manx i jako producentka)

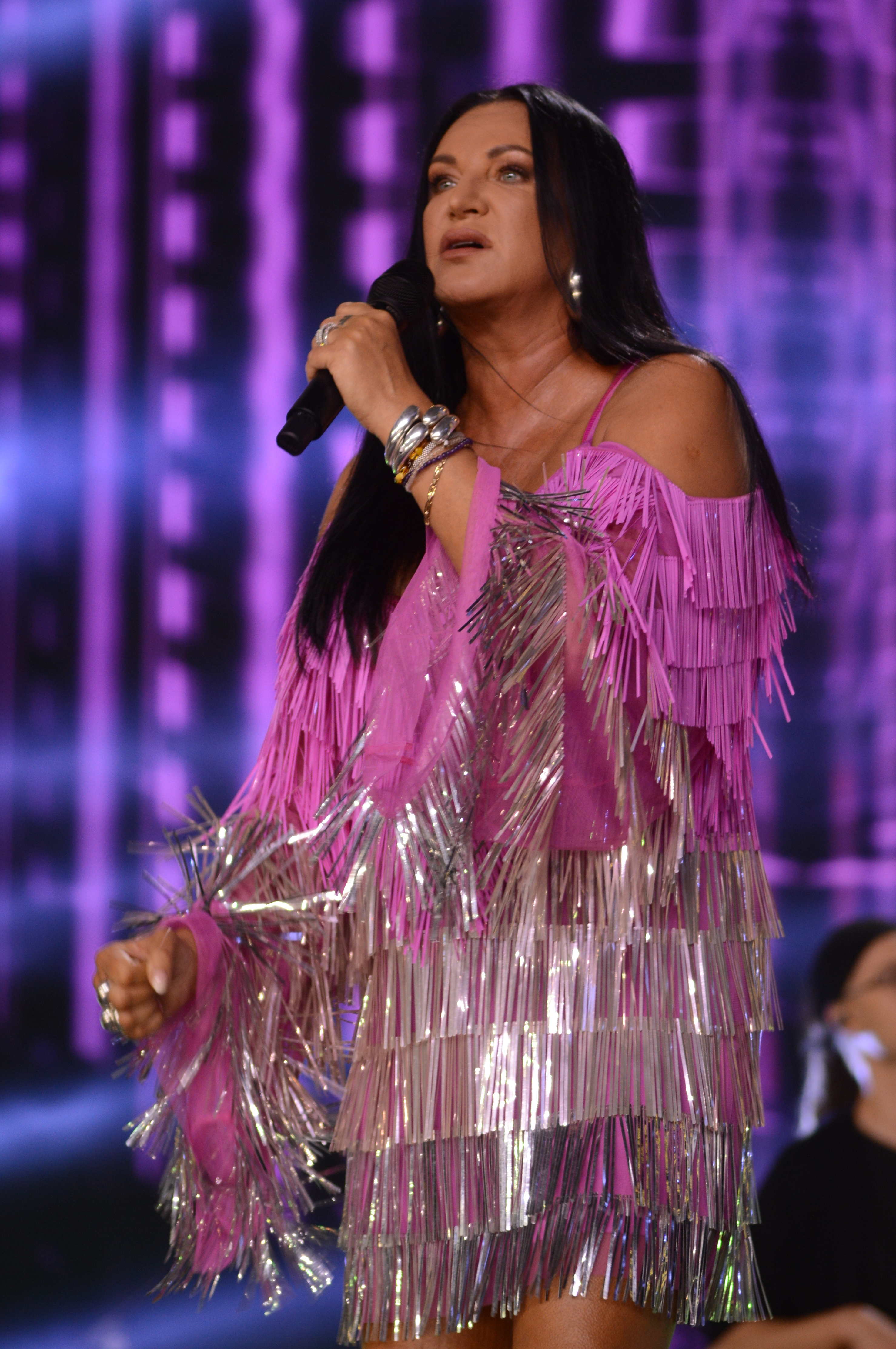
Kayah, dwukrotna laureatka (w 1997 i 1999), sześciokrotnie nominowana

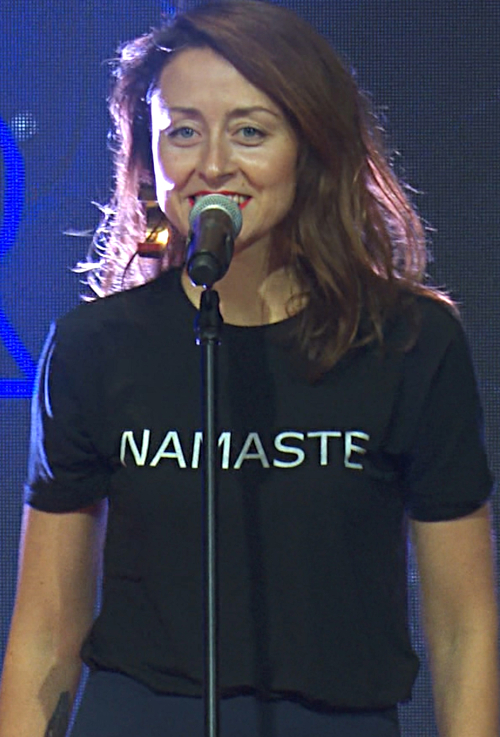
Natalia Przybysz, dwukrotna laureatka i dwukrotnie nominowana (w 2018 i 2020)

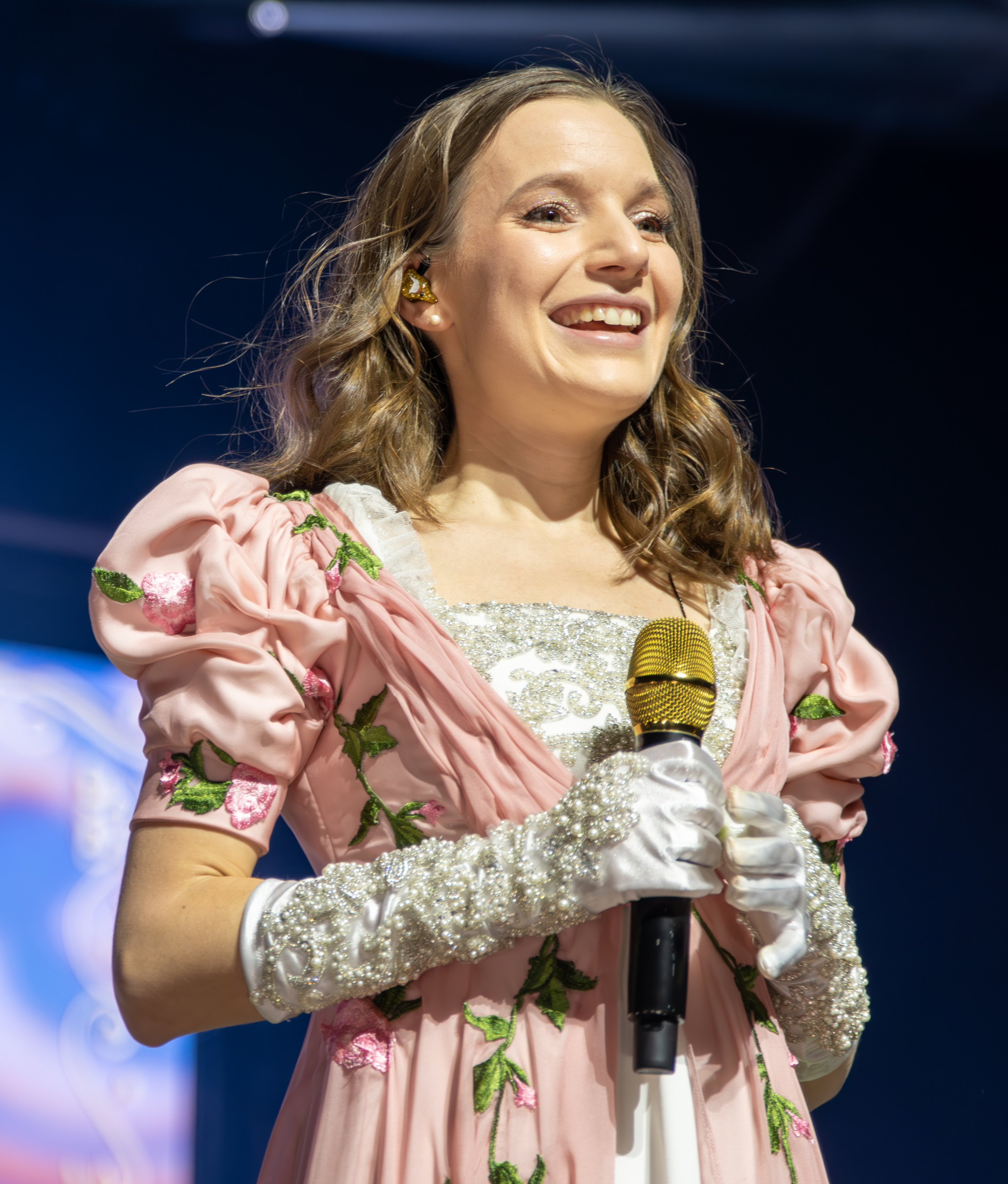
sanah, dwukrotna laureatka (w 2021 i 2022), trzykrotnie nominowana

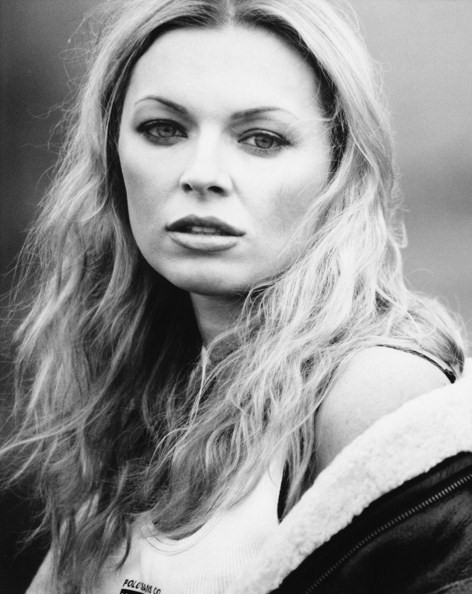
Anna Maria Jopek, sześciokrotnie nominowana

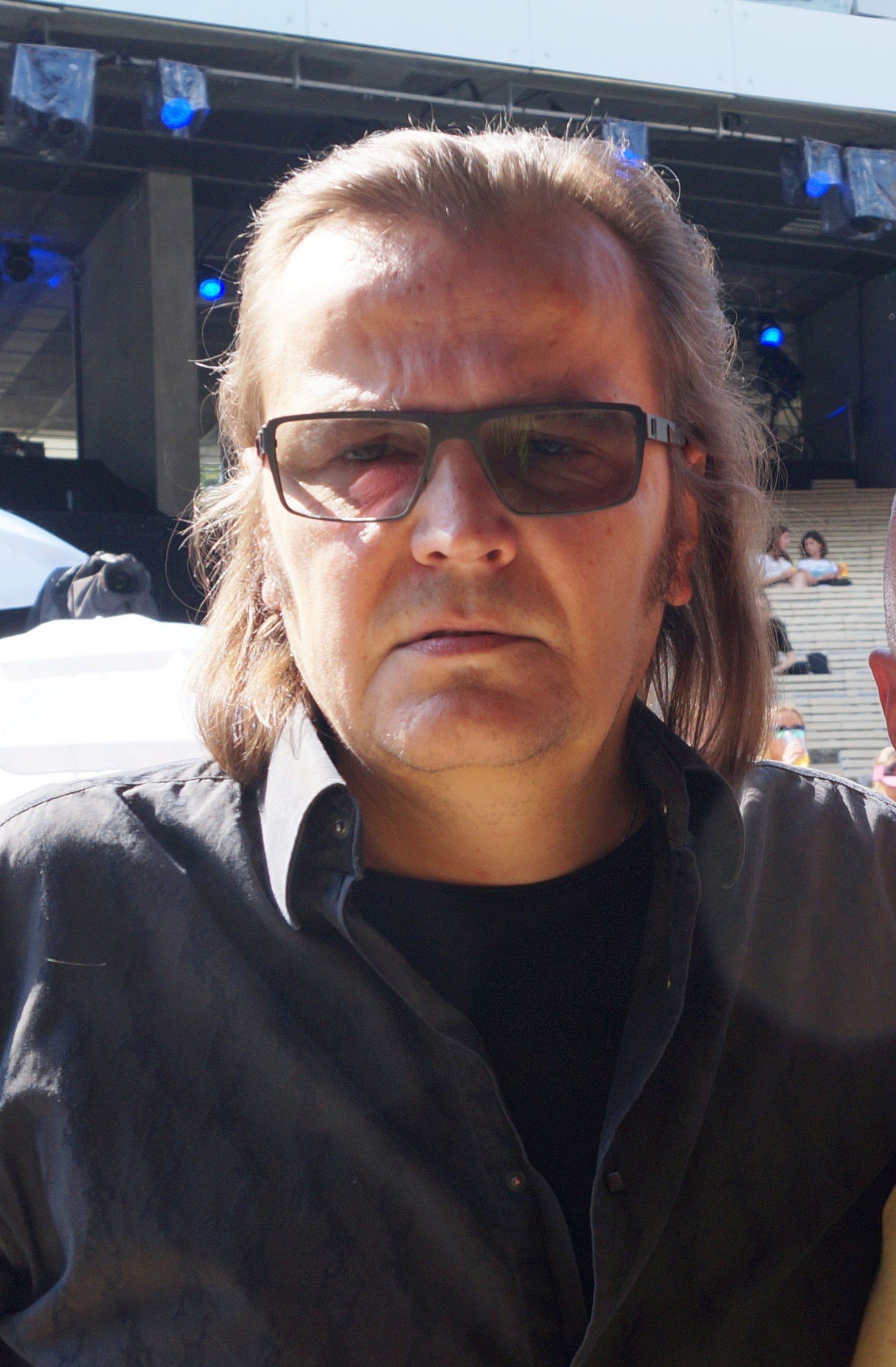
Robert Gawliński, laureat z Wilkami w 2002, pięciokrotnie nominowany (jako solista i z Wilkami)

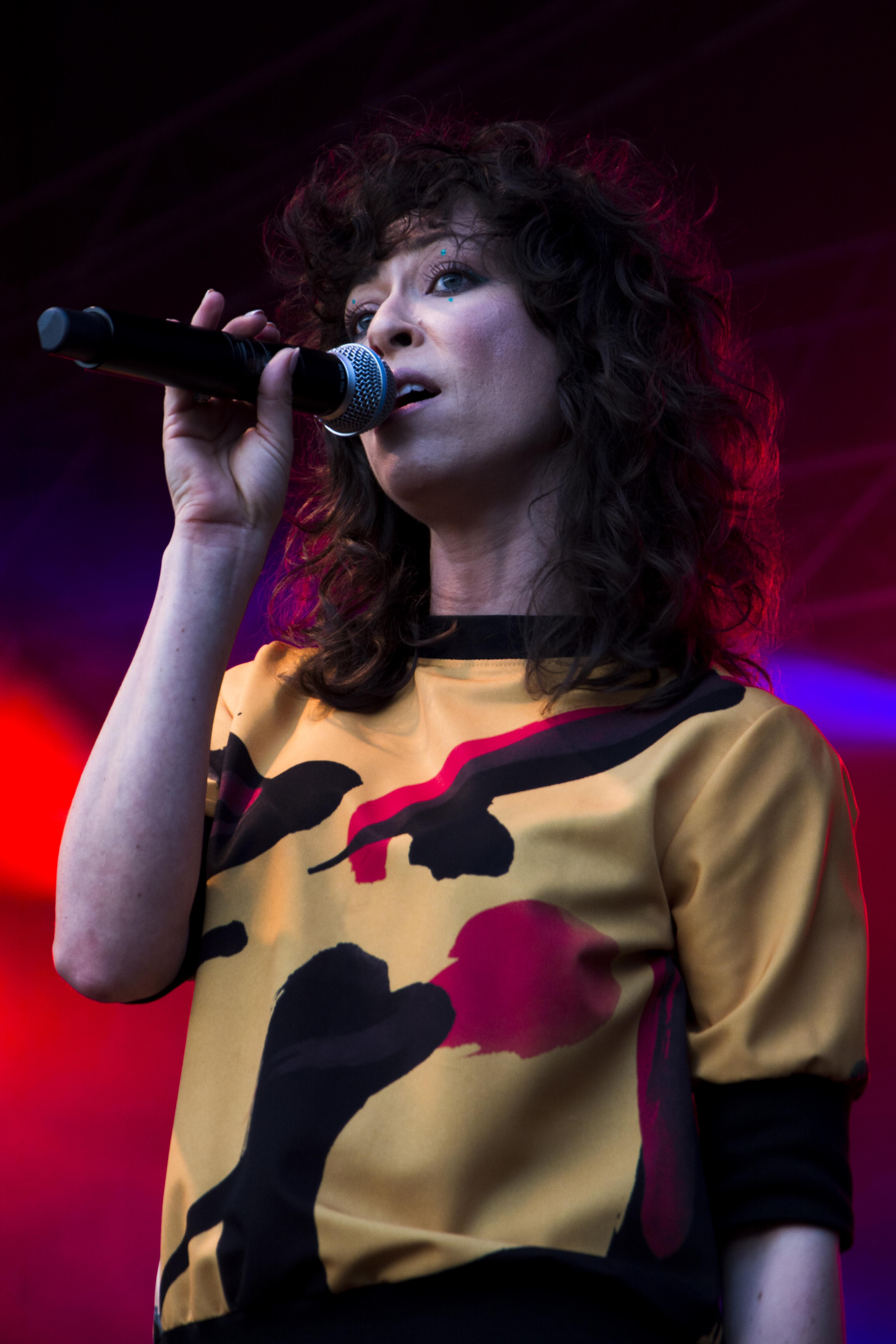
Natalia Kukulska, pięciokrotnie nominowana

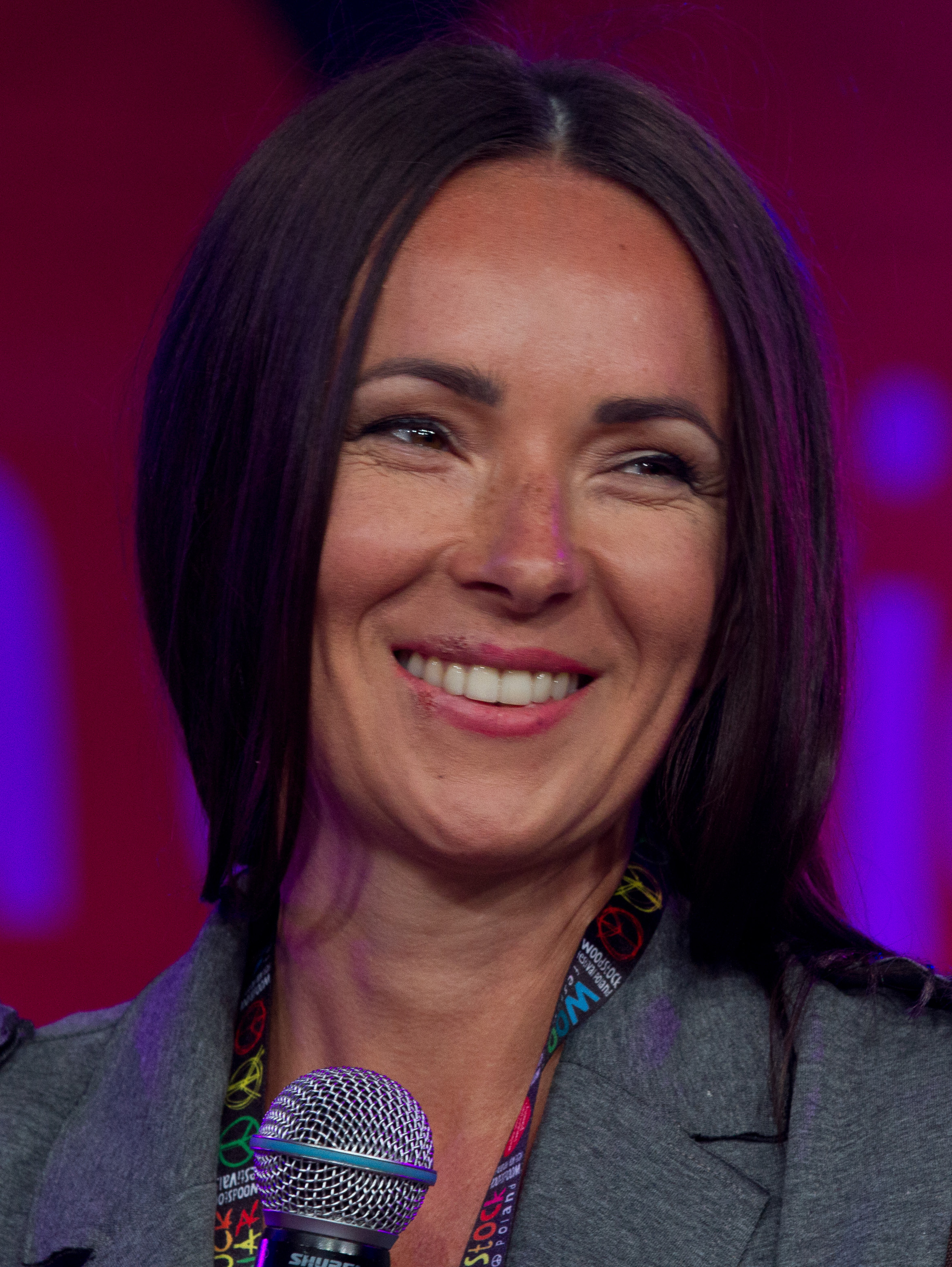
Kasia Kowalska, czterokrotnie nominowana

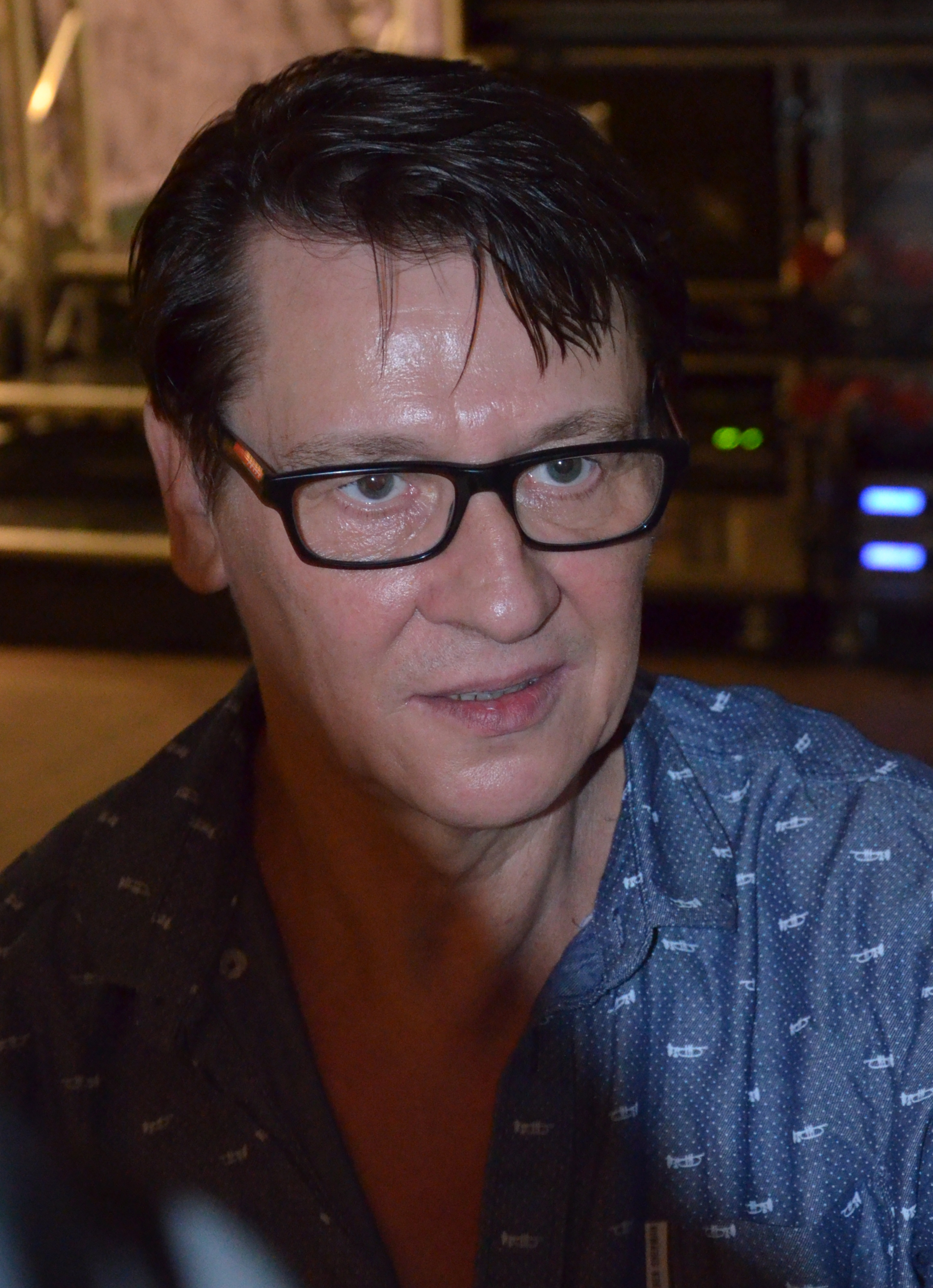
Maciej Maleńczuk, czterokrotnie nominowany

| 1996 | Dziewczyna Szamana               | Justyna Steczkowska                                         | - Czekając na… – Kasia Kowalska - Ego – Varius Manx - Sax & Sex – Robert Chojnacki - Wszystko się może zdarzyć – Anita Lipnicka | [ 7 ]  |
| 1997 | Zebra                            | Kayah                                                       | - Bluberd – Golden Life - Edyta Górniak – Edyta Górniak - Na krzywy ryj – Elektryczne Gitary - Naga – Justyna Steczkowska - Puls – Natalia Kukulska | [ 8 ]  |
| 1998 | Beata                            | Beata Kozidrak                                              | - Czarno na białym – Mietek Szcześniak - Jaszczurka – Pati Yang - Piasek – Andrzej Piaseczny - Przed zakrętem – Maryla Rodowicz | [ 9 ]  |
| 1999 | Kayah i Bregović                 | Kayah i Goran Bregović                                      | - Era Renifera – Reni Jusis - Gra – Robert Gawliński - Jasnosłyszenie – Anna Maria Jopek - Play – De Mono | [ 10 ] |
| 2000 | A gu gu                          | Arka Noego                                                  | - Bosa – Anna Maria Jopek - Dary losu – Ryszard Rynkowski - JakaJaKayah – Kayah - Moje oczy są zielone – Anita Lipnicka | [ 11 ] |
| 2001 | Mówię tak, myślę nie             | Ewa Bem                                                     | - Ad. 4 – Ich Troje - De Luxe – De Mono - Eta – Varius Manx - Tobie – Natalia Kukulska | [ 12 ] |
| 2002 | 4                                | Wilki                                                       | - …Bo marzę i śnię – Krzysztof Krawczyk - Czy te oczy mogą kłamać – Raz, Dwa, Trzy - Futro – Futro - Upojenie – Anna Maria Jopek i Pat Metheny | [ 13 ] |
| 2003 | Nieprzyzwoite piosenki           | Anita Lipnicka i John Porter                                | - Borysewicz & Kukiz – Jan Borysewicz i Paweł Kukiz - Farat – Anna Maria Jopek - Księga urodzaju – Marcin Rozynek - Stereo typ – Kayah | [ 14 ] |
| 2004 | Samotność po zmierzchu           | Ania                                                        | - Album – Brodka - Samotna w wielkim mieście – Kasia Kowalska - To, co w życiu ważne – Krzysztof Krawczyk - Watra – Wilki | [ 15 ] |
| 2005 | Smak słów                        | Goya                                                        | - In the Room – Krzysztof Kiljański - Inside Story – Anita Lipnicka i John Porter - Niebo – Anna Maria Jopek - Silent Treatment – Pati Yang | [ 16 ] |
| 2006 | Kilka historii na ten sam temat  | Ania                                                        | - 3 – Smolik - Feniks – Kasia Cerekwicka - Happiness Is Easy – Myslovitz - Obrazki – Wilki | [ 17 ] |
| 2008 | Młynarski                        | Raz, Dwa, Trzy                                              | - Feel – Feel - ID – Anna Maria Jopek - Koledzy – Maciej Maleńczuk i Wojciech Waglewski - Sexi Flexi – Natalia Kukulska | [ 18 ] |
| 2009 | Debiut                           | Czesław Śpiewa                                              | - Caminho – Dorota Miśkiewicz - Samo Voo Voo – Voo Voo - Tesla – Silver Rocket - W spodniach czy w sukience? – Ania Dąbrowska | [ 19 ] |
| 2010 | Closer                           | Mika Urbaniak                                               | - Cicho – Ewa Farna - Modern Rocking – Agnieszka Chylińska - Psychodancing 2 – Maciej Maleńczuk i Psychodancing - Skała – Kayah | [ 20 ] |
| 2011 | Granda                           | Brodka                                                      | - Ania Movie – Ania Dąbrowska - CoMix – Natalia Kukulska i Michał Dąbrówka - Pop – Czesław Śpiewa - 4 – Smolik | [ 21 ] |
| 2012 | Mój Big-Bit                      | Ania Rusowicz                                               | - Jak tam jest – Seweryn Krajewski - Krzyk – Iza Lach - Trzy metry ponad ziemią – Poluzjanci - Wysocki Maleńczuka – Maciej Maleńczuk i Psychodancing | [ 22 ] |
| 2015 | Składam się z ciągłych powtórzeń | Artur Rojek - produkcja: Bartosz Dziedzic                   | - 7 widoków w drodze do Krakowa – Grzegorz Turnau - produkcja: Grzegorz Turnau - Migracje – Mela Koteluk - produkcja: Marek Dziedzic - Scarlett – Lemon - produkcja: Lemon - The Escapist – Gaba Kulka - produkcja: Marcin Bors i Gaba Kulka | [ 23 ] |
| 2016 | 1976: A Space Odyssey            | Zbigniew Wodecki i Mitch & Mitch - produkcja: Mitch & Mitch | - Annoyance and Disappointment – Dawid Podsiadło - produkcja: Bogdan Kondracki i Daniel Walczak - Atramentowa… – Stanisława Celińska - produkcja: Maciej Muraszko - Bumerang – Kortez - produkcja: Olek Świerkot - Drugie pół – Zakopower - produkcja: Mateusz Pospieszalski | [ 24 ] |
| 2017 | Dla naiwnych marzycieli          | Ania Dąbrowska - produkcja: Czarny HIFI i Ania Dąbrowska    | - Buslav – Buslav - produkcja: Buslav - Forever Child – Agnieszka Chylińska - produkcja: Bartek Królik i Marek Piotrowski - Raz, Dwa, Trzy… 25 – Raz, Dwa, Trzy - produkcja: Rafał Kolikow - Revolving Door – Piotr Zioła - produkcja: Marcin Bors | [ 25 ] |
| 2018 | Światło nocne                    | Natalia Przybysz - produkcja: Jerzy Zagórski                | - Maleńczuk gra Młynarskiego – Maciej Maleńczuk - produkcja: Dariusz Litwińczuk - Miód i dym – Anita Lipnicka i The Hats - produkcja: Anita Lipnicka i Łukasz Olejarczyk - Momenty – Grzegorz Hyży - produkcja: Bogdan Kondracki i Daniel Walczak - Mój dom – Kortez - produkcja: Olek Świerkot | [ 26 ] |
| 2019 | Małomiasteczkowy                 | Dawid Podsiadło - produkcja: Bartosz Dziedzic               | - 1984 – Paweł Domagała - produkcja: Łukasz Borowiecki - AYA – Kasia Kowalska - produkcja: Adam Abramek i Marek Dziedzic - Dobrze, że jesteś – Zbigniew Wodecki - produkcja: Katarzyna Wodecka-Stubbs i Twist On Productions - produkcja muzyczna: Rafał Stępień - miXtura – Lanberry - produkcja: Piotr Siejka, Jakub Krupski, Krzysztof Morange, Michał Głuszczuk, Jakub Moreau, GRDRB.MSC, Reece Pullinger, Don, Paul Whalley, Steve Manovski, Marcel Zavodi, Lewis Gardiner i Cameron Warren | [ 27 ] |
| 2020 | Jak malować ogień                | Natalia Przybysz                                            | - Aura – Mrozu - Gaja Hornby – Margaret - Roksana Węgiel (Deluxe) – Roksana Węgiel - Zbiór – Baranovski | [ 28 ] |
| 2021 | Królowa dram                     | sanah                                                       | - Co gryzie panią L? – Lanberry - Czułe struny – Natalia Kukulska - Początek nocy – Maria Sadowska - Psycho – Zuza Jabłońska | [ 29 ] |
| 2022 | Irenka                           | sanah                                                       | - Męskie Granie 2020 – Męskie Granie Orkiestra 2020 (Daria Zawiałow, Król i Igo) - MTV Unplugged – Krzysztof Zalewski - Ochman – Ochman - Wojny i noce – Daria Zawiałow | [ 30 ] |
| 2023 | Złote bloki                      | Mrozu                                                       | - Aquaria – Doda - Lata dwudzieste – Dawid Podsiadło - Pogłos Suplement – Natalia Szroeder - Uczta – sanah | [ 31 ] |
| 2024 | Dziewczyna pop                   | Daria Zawiałow                                              | - Central Park – Ignacy - Erotik era – Mery Spolsky - Mój kot zaginął i już raczej nie wróci – Dawid Tyszkowski - Pokaz slajdów – Kwiat Jabłoni | [ 32 ] |
| 2025 | Ta druga                         | Kaśka Sochacka                                              | - Dziewczyna Słońca – Anna Rusowicz - Playhouse – Sara James - REM – Natalia Szroeder - Siniaki i cekiny – Margaret | [ 33 ] |

## Statystyki
| Liczba | Osoba/zespół     | Lata             |
| ------ | ---------------- | ---------------- |
| 3      | Ania Dąbrowska   | 2004, 2006, 2017 |
| 2      | Anita Lipnicka   | 1995, 2003       |
| 2      | Bartosz Dziedzic | 2015, 2019       |
| 2      | Kayah            | 1997, 1999       |
| 2      | Natalia Przybysz | 2018, 2020       |
| 2      | sanah            | 2021, 2022       |

| Liczba | Osoba/zespół     | Lata                               |
| ------ | ---------------- | ---------------------------------- |
| 6      | Anita Lipnicka   | 1995, 1996, 2000, 2003, 2005, 2018 |
| 6      | Anna Maria Jopek | 1999, 2000, 2002, 2003, 2005, 2008 |
| 6      | Kayah            | 1995, 1997, 1999, 2000, 2003, 2010 |
| 5      | Ania Dąbrowska   | 2004, 2006, 2009, 2011, 2017       |
| 5      | Natalia Kukulska | 1997, 2001, 2008, 2011, 2021       |
| 5      | Robert Gawliński | 1995, 1999, 2022, 2004, 2006       |
| 4      | Kasia Kowalska   | 1995, 1996, 2004, 2019             |
| 4      | Maciej Maleńczuk | 2008, 2010, 2012, 2018             |
| 3      | Daria Zawiałow   | 2022 (×2), 2024                    |
| 3      | Dawid Podsiadło  | 2016, 2019, 2023                   |
| 3      | Maciej Muraszko  | 2010, 2012, 2016                   |
| 3      | Raz, Dwa, Trzy   | 2002, 2008, 2017                   |
| 3      | Robert Chojnacki | 1996, 1999, 2001                   |
| 3      | sanah            | 2021, 2022, 2023                   |
| 3      | Varius Manx      | 1995, 1996, 2001                   |
| 3      | Wilki            | 2022, 2004, 2006                   |